# Религија у Војводини
Доминантна религија у Војводини је хришћанство, односно православље, које углавном представља Српска православна црква, док су мањим делом заступљени и католицизам, протестантизам, ислам и јудаизам.

## Верска демографија
Према резултатима пописа становништва из 2011. године, од укупног броја становника Војводине већину (према верској припадности) чине хришћани: православци (70,25%), католици (17,43%) и протестанти (3,31%). Припадници исламске вероисповести чине 0,74% становника покрајине.
Упоредни пописни подаци о верској и етничкој припадности сведоче да у оквиру сваке етничке заједнице у Војводини постоје специфичне религијске већине и мањине. Тако су Срби, Румуни, Црногорци, Роми и Македонци највећим делом православци, док су Мађари, Хрвати, Буњевци, Шокци, Чеси и Банатски Бугари највећим делом католици. Украјинци су већим делом православци (57%), а мањим делом католици (36%), док су Русини већим делом католици (75%), а мањим делом православци (18%). Словаци су већим делом протестанти (82%), а мањим делом католици (6%). Бошњаци, етнички Муслимани, Горанци, Албанци, Ашкалије и Египћани су највећим делом припадници исламске вероисповести.
Међу војвођанским Русинима, Украјинцима и Румунима који припадају католичкој вероисповести, највећи део су гркокатолици.

## Хришћанство
Корени хришћанства на подручју данашње Војводине сежу у 3. век, када је успостављена Сремска епископија. Током владавине Гепида, међу којима се раширило аријанство, у Сирмијуму је (у 6. веку) била резиденција аријанског гепидског епископа.

### Православље
Православље на подручју Војводине углавном представља Српска православна црква, организована у четири епархије: бачку, банатску, сремску и шабачку. У регији је присутна и Румунска православна црква организована у Епархију Дакија Феликс, којој припада месно румунско становништво.
Православље доминира у већини општина и градова Војводине, са изузетком града Суботице и седам општина у којима је доминантан католицизам, као и две општине у којима је доминантан протестантизам.
На Фрушкој гори се налази 16 српских православних манастира, а према историјским подацима, у време османске власти (16—17. век) православних манастира на Фрушкој гори је било још више — 35. Мањи број православних манастира се налази и у Банату (7) и Бачкој (3).
У 9. веку, у Срему је постојала епископија коју су основали Бугари. Када је Срем пао у руке цара македонских Словена Самуила (957–1014), сремска епархија је потчињена патријаршији у Охриду. После пада Самуиловог царства, Сирмиј је потпао под власт Византинаца, а Охдридска патријаршија је деградирана на ранг архиепископије. Међу епархијама ове архиепископије биле су сремска, београдска и браничевска. За сремску епископију поуздано се зна да се простирала и северно и јужно од Саве. За београдску епископију, пак, није искључено да је имала јурисдикцију и над крајевима северно од Дунава. Према једној повељи сачуваној у каснијем препису, београдски православни митрополит је за време угарског краља Матије Корвина био црквени поглавар свих православних у Угарској. За време последњих Бранковића основана је београдско-сремска митрополија са седиштем у манастиру Крушедолу.
У време османске власти, а у оквиру Пећке патријаршије обновљене 1557. године, седишта епископија које су обухватале подручја Срема, Бачке и Баната налазила су се у Крушедолу, Сегедину, Бечкереку, Вршцу и Темишвару. На народно-црквеном сабору у јануару 1708. манастир Крушедол је изабран за седиште новоосноване православне митрополије у оквиру Хабзбуршке монархије (видети чланак: Карловачка митрополија). Ова нова митрополија је основана као аутономна црквена област у саставу Пећке патријаршије, а од 1713. године јој се седиште налазило у Сремским Карловцима. После укидања Пећке патријаршије (1766. године), Васељенска црква је Карловачку митрополију прећутно признала за потпуно независну и самоуправну. Од 1848. до 1920. митрополит карловачки је почасно носио титулу патријарха српског, коју Васељенска црква, међутим, није признавала. Године 1920, Карловачка митрополија је спојена са осталим српским црквеним областима у јединствену Српску патријаршију.

### Католицизам
Католичка црква је на подручју Војводине организована у четири организационе јединице: Суботичку бискупију, Зрењанинску бискупију, Сремску бискупију и Београдску надбискупију. Суботичка и Зрењанинска бискупија су административно подређене Београдској надбискупији, док је Сремска бискупија административно подређена Ђаковачко-осјечкој надбискупији. Верска заједница католика у Војводини део је Међународне бискупске конференције Св. Ћирила и Методија која обухвата Србију, Црну Гору и Македонију. Почевши од 2003. године, о католичким верницима источног грчко-византијског обреда је бринуо Гркокатолички апостолски егзархат у Србији и Црној Гори, који је 2013. године реорганизован као Гркокатолички апостолски егзархат у Србији, а 2018. године је поново реоргаизован као Крстурска епархија, под чијом су јурисдикцијом сви верници гркокатоличке вероисповести у Србији.
Католицизам на подручју Војводине доминира у граду Суботици, као и у још седам општина на северу Бачке и Баната.
На подручју Бачке је католичка Бачка надбискупија основана 1090. године, а седиште јој је било у граду Бачу. 1135. године Бачка надбискупија је уједињена са Калочком надбискупијом, чиме је настала Калочко-бачка надбискупија, чији су надбискупи повремено столовали у Калочи, а повремено у Бачу. У време османске власти, седиште надбискупије се дефинитивно сели у Калочу. 1918. године је подручје некадашње Калочко-бачке надбискупије подељено између Краљевине Срба, Хрвата и Словенаца (касније Југославије) и Мађарске. У југословенском делу Бачке успостављена је 1923. године Бачка апостолска администратура са седиштем у Суботици. За време Другог светског рата Бачка апостолска администратура је опет пала под јурисдикцију калочког надбискупа, али као самостална администратура. 1968. године је на подручју Бачке апостолске администратуре установљена Суботичка бискупија.
Подручје Баната улазило је раније у састав католичке Чанадске бискупије, која је основана 1030. године. Након што су у првој половини 18. века, Хабзбурзи протерали Османлије са подручја Баната, Чанадска бискупија се поново успоставља (1716. године), најпре са седиштем у Сегедину, а потом у Темишвару. Након формирања нових државних граница после Првог светског рата, у југословенском делу Баната је 1923. године успостављена Апостолска администратура Баната, која је 1986. године трансформисана у Зрењанинску бискупију.
Католичка Сремска бискупија успостављена је 1229. године и њена јурисдикција се простирала на источни део данашњег Срема, док је западни део ове регије био под јурисдикцијом Печујске бискупије. 1773. године, Сремска бискупија се уједињује са Босанском или Ђаковачком бискупијом у Босанско-ђаковачку и Сремску бискупију са седиштем у Ђакову. 2008. године је поново успостављена Сремска бискупија са седиштем у Сремској Митровици.

### Протестантизам
Протестантизам на подручју Војводине доминира у општинама Бачки Петровац и Ковачица, у којима највећи део становништва чине Словаци.
На подручју Војводине делују следеће протестантске верске заједнице:
- Хришћанска назаренска верска заједница у Србији — има седиште у Новом Саду. У Србији делује од 1865. године. Назарени су били прва протестантска група која је стекла завидан број следбеника међу Србима. Ова верска заједница је међу Србима почела да се шири у периоду између 1850. и 1914. године. Верској заједници се такође прикључио и део Мађара и Румуна. За време Аустроугарске управе назарени су највише прогањани, власти су примењивале најстроже казне против проповедника, а за време Првог светског рата били су присиљавани да носе оружје. Крајем 19. века, назарени су се толико проширили по Војводини, међу свим етничким заједницама, да су традиционалне цркве у овом периоду позивале на заједничко деловање против назарена.
- Хришћанска адвентистичка црква — своје главно седиште има у САД, а на нашим просторима је организована у Југоисточну европску унију Хришћанске адвентистичке цркве, која обухвата три области и једну мисију. Седиште Северне области је у Новом Саду (ова област је формирана 1911. године), Јужне у Нишу, а Западне у Сарајеву. Адвентисти су са мисионарским радом на подручју Војводине почели 1890. године. 1893. године је основано Друштво за превођење, штампање и ширење адвентистичке литературе на мађарском и српском језику. Први адвентиста који је проповедао на српском језику био је Петар Тодор, 1901. године. Он је групу верника окупио у Куману (Банат).
- Хришћанска баптистичка црква — главно седиште има у САД. Седиште у Србији налази се у Врњачкој Бањи. У Србији делује од 1993. године. Први баптисти на подручју данашње Србије су се појавили у Новом Саду у другој половини 19. века. 1939. године је у Београду основана прва Баптистичка теолошка школа, која је после рата наставила са радом у Новом Саду.
- Словачка евангеличка црква аугзбуршке вероисповести у Србији — има своје седиште у Новом Саду. Вернике ове цркве чине углавном Словаци. Седиште бискупије било је неко време у Бачком Петровцу, а потом у Новом Саду. Словаци евангелици су у Војводину дошли 1745. године, а током 18. века досељавали су се у још неколико таласа. Црква је подељена у три сениората: Бачка, Банат и Срем.
- Евангеличка хришћанска црква аугзбуршке вероисповести у Србији — има седиште у Суботици. Припадници ове цркве су највећим делом Мађари са севера Бачке. Црква је правни наследник Немачке евангеличко-хришћанске цркве аугзбуршког вероисповедања у предратној Југославији, а на територији Србије. Евангеличка црква у Србији укључена је 1972. године у Словачку евангеличку цркву аугзбуршке вероисповести као Мађарски сениорат. Посебна Евангеличка црква аугзбуршке вероисповести у Србији поново је успостављена 1998. године.
- Реформатска хришћанска црква у Србији — има седиште у Фекетићу. Верници ове цркве су углавном Мађари из Војводине. Ову црквену заједницу су основали реформати који су се доселили из Кунхеђеша 1785. године. Реформатска хришћанска црква је службени назив за калвинизам.
- Евангеличка методистичка црква — има главно седиште у Швајцарској, а Секретаријат епископа у Србији има седиште у Новом Саду. Методизам је почео да се шири у Бачкој крајем 19. века.
- Еванђеоска црква у Србији — основана је 2006. године у Новом Саду.
- Црква Христове љубави у Србији — главно седиште има у Будимпешти (Мађарска), а седиште верске организације у Србији је у Сенти. Основана је 1998. године, а у Србији делује од 2006. године.
- Христова духовна црква — има седиште у Падини. Основана је 1919. године, а у Србији делује од 1950. године. Реч је о пентекосталној заједници, која је раније своје седиште имала у Бачком Петровцу, потом у Врднику, Гложану и сада у Падини. Поред осталих насеља у којима делује, црква има верски објекат и у Новом Саду.
- Црква Божја у Србији — има главно седиште у САД, а седиште у Србији је у Карановцима (општина Варварин). У Србији делује од 1968. године. Од 2009. има седиште у Сремској Митровици. Према седишту изабраног пастира мења се и седиште верске заједнице.
- Протестантска хришћанска заједница у Србији — има седиште у Новом Саду. Основана је 1991. године и од тада делује у Србији. У Новом Саду, у оквиру ове верске заједнице, од 2008. године делује Протестантски теолошки факултет, који је пре тога деловао у оквирима Савеза баптистичких цркава у Србији.
- Христова црква браће у Републици Србији — главно седиште има у Бачком Петровцу, а основана је 1949. године у Новом Саду.
- Заветна црква Сион — главно седиште у Србији има у месту Падина. Основана је у Падини 2010. године. Пре оснивања, чланови ове цркве су били фракција Христове Духовне цркве.

### Остали хришћани
На подручју Војводине делују још и следеће хришћанске верске заједнице:
- Јеховини сведоци — Хришћанска верска заједница — имају главно седиште у САД. У Србији делују од 1930. године, а седиште организационе јединице је у Земуну. Верски објекат имају и у Новом Саду.
- Црква Исуса Христа светаца последњих дана у Србији — главно седиште има у Солт Лејк Ситију (држава Јута, САД). Седиште у Србији налази се у Београду, а објекат верске заједнице постоји и у Новом Саду. Припадници ове цркве су познати и под именом мормони.
- Старокатоличка црква — верски објекат ове верске заједнице постоји у Петроварадину.

## Ислам
На подручју Војводине делују две исламске верске заједнице: Исламска заједница Србије у чијем оквиру делује Муфтијство војвођанско и Исламска заједница у Србији у чијем оквиру делује Новосадско муфтијство.
Ислам се на подручју данашње Војводине појавио у 16. веку, када ови простори улазе у састав Османског царства. Током османске управе на Балкану и у Панонској низији, велики број Срба је прешао на исламску веру, што је био услов за напредак у државној служби, а неки исламизовани Срби били су и на високим административним положајима, као на пример бег Малковић, који је био први османски управитељ Бечкерека или Хасан паша Предојевић, који је био управитељ Сегединског санџака 1592. године. Временом су потомци ових исламизованих Срба развили посебан национални идентитет и данас су познати као Бошњаци.
Неки градови Војводине имали су у османском периоду већинско српско становништво, неки већинско муслиманско, а неки становништво мешовитог састава, са значајним уделом муслимана.
После аустријског освајања Војводине крајем 17. и почетком 18. века, готово целокупно муслиманско становништво се иселило са ових простора, а неки од њих су се после тога населили у Босни и Херцеговини, углавном у њеним северним деловима и долини реке Босне, где су били познати као „Унђуровци".
Данашње муслиманско становништво Војводине углавном потиче од миграната који су се на ове просторе доселили после Другог светског рата са муслиманских подручја бивше Југославије — Македоније, Космета, Санџака и Босне и Херцеговине. 1991. године формирана је Исламска заједница Војводине са седиштем у Новом Саду, а са формирањем Исламске заједнице у Србији 2007. године, Исламска заједница Војводине улази у њен састав као Новосадско муфтијство.

## Јудаизам
Јеврејска заједница организационо је формирана као Савез јеврејских општина у Србији. Седиште заједнице је у Београду. Савез обухвата десет јеврејских општина, од којих се на подручју Војводине налази шест: Нови Сад, Суботица, Панчево, Сомбор, Зрењанин и Кикинда.
Иако постоје знакови да је на подручју Војводине било Јевреја и у време античке Јеврејске државе, њихове прве заједнице се помињу тек у 16. веку. Крајем Првог светског рата, на територији Војводине је деловала одлично организована јеврејска заједница са 20.000 чланова. У Другом светском рату, Јевреји су великим делом страдали у холокаусту, док се велики део преживелих после рата иселио у Израел.

## Галерија
- Религија на територији данашње Војводине 1054. године
- Религија на територији данашње Војводине у 14. веку
- Религија на територији данашње Војводине у 16-17. веку